# Wilhelm II (landgraf Turyngii)
Wilhelm Mężny (niem.) Wilhelm der Tapfere (ur. 30 kwietnia 1425 w Miśni, zm. 17 września 1482 w Weimarze) – margrabia Miśni (jako Wilhelm III),  landgraf Turyngii (jako Wilhelm II), pretendent do tronu książęcego w Luksemburgu, z dynastii Wettinów.

## Życiorys
Był najmłodszym z czterech synów zmarłego w 1428 r. elektora saskiego Fryderyka I Kłótnika oraz Katarzyny z Brunszwiku-Lüneburga. Po śmierci brata Henryka w 1435 r. oraz wstąpieniu brata Zygmunta do stanu duchownego w 1437 r. zawarte zostały układy dotyczącej podziału Saksonii. Ponieważ jednak Wilhelm był małoletni, wprowadzenie w życie podziału odłożono. Został on natomiast wysłany na dwór kuzyna, landgrafa Turyngii Fryderyka IV, po którego bezpotomnej śmierci Turyngia miała przypaść właśnie Wilhelmowi. W tym okresie Wilhelm uczestniczył w kilku wojnach, zyskując wówczas dzięki swoim czynom przydomek „Mężny”. Podczas walk w Czechach nawiązał bliskie stosunki z księciem austriackim Albrechtem II Habsburgiem, wkrótce potem wybranym na króla Niemiec. Ich zażyłości Wilhelm zawdzięczał zaręczyny w 1439 z kilkuletnią jeszcze córką Albrechta, Anną. Gdy Albrecht zmarł kilka miesięcy później, Wilhelm powrócił do Saksonii. Ponieważ Albrecht nie pozostawił syna, Wilhelm, z racji spodziewanego małżeństwa z jego córką, mógł mieć nadzieję w przyszłości na podniesienie pretensji do pozostawionych przez Albrechta tronów czeskiego i węgierskiego, jednak w 1440 urodził się pogrobowy syn Albrechta Władysław.
W grudniu 1439 r. wdowa po Albrechcie, a córka ostatniego z dynastii Luksemburgów cesarza Zygmunta Luksemburskiego, oficjalnie przeniosła na córkę Annę i Wilhelma swoje prawa do księstwa Luksemburg. To jednak znajdowało się z tytułu zastawu w rękach Elżbiety Zgorzeleckiej, a Wilhelm nie posiadał sumy koniecznej do wykupienia zastawu. W 1440 r. uczestniczył w elekcji królewskiej (uzurpując sobie prawo do głosu elektorskiego przynależnego królom czeskim), gdzie sprzymierzył się w sprawie odzyskania Luksemburga z arcybiskupem trewirskim. Tymczasem Elżbieta sprzedała Luksemburg w 1441 r. księciu burgundzkiemu Filipowi Dobremu. Korzystając ze sprzeciwu części mieszkańców księstwa Wilhelm spróbował ze wsparciem saskim opanować wówczas Luksemburg (opowiedziały się po jego stronie miasta Luksemburg i Thionville). Ostatecznie jednak w 1443 r. Filip Dobry (który wcześniej m.in. proponował rozstrzygnięcie sporu drogą pojedynku między nim a Wilhelmem) bez większych trudności opanował zbrojnie całość księstwa. Wkrótce potem dzięki mediacji arcybiskupa Trewiru Filip i Wilhelm zawarli pokój, w którym Filip zobowiązał się do zapłaty Wilhelmowi 120 tys. florenów węgierskich.
Po porozumieniu z Filipem Dobrym, Wilhelm powrócił do Saksonii, gdzie doprowadził do jej podziału z bratem, elektorem Fryderykiem II Łagodnym w 1445 r. Uzyskał wówczas zgodnie z wcześniejszymi ustaleniami Turyngię z tytułem landgrafa. Jednak mimo oficjalnego zatwierdzenia tego podziału przez króla Niemiec Fryderyka III Habsburga między braćmi doszło już w 1446 r. do wojny, która trwała do 1451 r.
Wojna domowa w Saksonii bardzo nadszarpnęła finansową sytuację Wilhelma. Także Filip Dobry ociągał się z zapłatą obiecanej sumy za odstąpienie od roszczeń do Luksemburga. W czerwcu 1446 r. doszło do ślubu Wilhelma z obiecaną mu wcześniej Anną Habsburżanką. Małżeństwo to było jednak nieszczęśliwe, a w 1457 r. Anna została przez Wilhelma odsunięta i uwięziona, a on sam żył z kochanką Katarzyną von Brandenstein; nie przeszkodziło mu to jednak zgłosić uzasadnianych swoim małżeństwem roszczeń do Luksemburga i Czech po bezpotomnej śmierci brata Anny, Władysława Pogrobowca. W 1458 r. Wilhelm sprzedał swoje roszczenia do Luksemburga królowi francuskiemu Karolowi VII (ostateczna normalizacja sytuacji w księstwie nastąpiła w 1461 r., gdy stany luksemburskie oficjalnie uznały Filipa za księcia, ogłaszając jednocześnie formalną detronizację Wilhelma). Nie zdołał także sięgnąć po tron czeski i musiał zadowolić się zaręczynami swojej córki z synem nowego króla czeskiego Jerzego z Podiebardów.
Od tego czasu Wilhelm unikał angażowania się w poważniejsze konflikty. W 1461 r. udał się na pielgrzymkę do Ziemi Świętej, gdzie został pasowany na kawalera Zakonu Rycerskiego Grobu Świętego.
Rok po śmierci żony (która nastąpiła w 1462 r.) pojął za żonę swoją kochankę Katarzynę, mimo dzielącej ich różnicy stanów. Po śmierci brata w 1464 r., Wilhelm współpracował z dziedziczącymi po nim bratankami. Prowadzili wspólną politykę dynastyczną, wspierając się wzajemnie na arenie zewnętrznej, podejmowali też wspólne działania na terenie Saksonii. Był blisko związany także z cesarzem Fryderykiem Habsburgiem, landgrafami Hesji i margrabiami Brandenburgii. Na arenie wewnętrznej Wilhelm prowadził działania w celu konsolidacji i rozwoju gospodarczego swoich włości. Uregulował sprawy podatkowe oraz monetarne. Wspierał rozwój miast na terenie swojego księstwa, szczególnie Gotha oraz Weimaru (odbudowywanego po pożarze z 1424 r.). W tym ostatnim mieście ustanowił swoją siedzibę, tam też – w klasztorze franciszkanów – został pochowany (ciało przeniesiono później do kościoła śś. Piotra i Pawła).
Nie pozostawił po sobie synów, po jego śmierci Turyngia przeszła w ręce jego bratanków. Z pierwszego jego małżeństwa, z Anną Habsburżanką, pochodziły dwie córki:
- Małgorzata, ur. 1449, zm. 1501, żona margrabiego Brandenburgii Jana Cicero,
- Katarzyna, ur. 1453, zm. 1509, żona księcia ziębickiego Hynka, syna Jerzego z Podiebradów.